# Глодени (Глодени)
Глодени (рум. Glodeni) насеље је у Румунији у округу Дамбовица у општини Глодени. Oпштина се налази на надморској висини од 325 m.

## Становништво
Према подацима из 2002. године у насељу је живело 4435 становника, од којих су сви румунске националности.

### Хронологија
| Година       | 1992 | 1993 | 1994 | 1995 | 1996 | 1997 | 1998 | 1999 | 2000 | 2001 | 2002 | 2003 | 2004 | 2005 | 2006 | 2007 | 2008 | 2009 | 2010 | 2011 | 2012 | 2013 | 2014 | 2015 | 2016 | 2017 |
| ------------ | ---- | ---- | ---- | ---- | ---- | ---- | ---- | ---- | ---- | ---- | ---- | ---- | ---- | ---- | ---- | ---- | ---- | ---- | ---- | ---- | ---- | ---- | ---- | ---- | ---- | ---- |
| Становништво | 4883 | 4827 | 4790 | 4798 | 4803 | 4747 | 4691 | 4683 | 4660 | 4641 | 4616 | 4603 | 4572 | 4540 | 4545 | 4555 | 4557 | 4550 | 4510 | 4495 | 4473 | 4439 | 4396 | 4368 | 4342 | 4304 |